# Château de Laréole
Le château de Laréole est un château Renaissance français datant du XVIe siècle situé sur  la commune de Laréole sur le canton de Cadours dans le département de la Haute-Garonne en région Occitanie près du Gers. Il a été construit par un riche pastelier toulousain et il appartient aujourd'hui au conseil départemental de la Haute-Garonne.

## Histoire
Le château de Laréole fut construit en 1579, sur la commune de la Laréole, en bordure des coteaux de Gascogne, pour Pierre de Cheverry, fils d'un grand marchand de pastel, par l'architecte Dominique Bachelier, fils de Nicolas Bachelier. Il servit longtemps de résidence secondaire, où les notables toulousains venaient se détendre. La construction du château dure trois ans et la famille Cheverry garde le château jusqu'en 1707. Un riche banquier toulousain, Jean-Pierre Colomès, en devient alors le propriétaire. À la Révolution, le château change plusieurs fois de main, puis il est abandonné à partir de 1922. En 1984, dans un souci de conservation du patrimoine, le conseil général de la Haute-Garonne rachète la propriété.
Au XVIIIe siècle, il s’est enrichi d’un jardin à la française et de statues de Marc Arcis. Le château est classé aux monuments historiques depuis 1927, les communs et le portail à boules depuis 1991 et le parc du château, ses douves, ses cours et ses terrasses depuis 1993.
Le site est ouvert au public chaque saison de début juin à fin septembre et les visites libres ou guidées sont gratuites. L'intérieur du château vide est utilisé comme salle d'exposition en été.
Le parc quant à lui est le théâtre du festival 31 notes d'Eté se déroulant durant le mois d'août proposant tous les weekends en matinée et en fin de journée des spectacles de cirque, danse ou théâtre qui sont gratuits.

Vue générale.

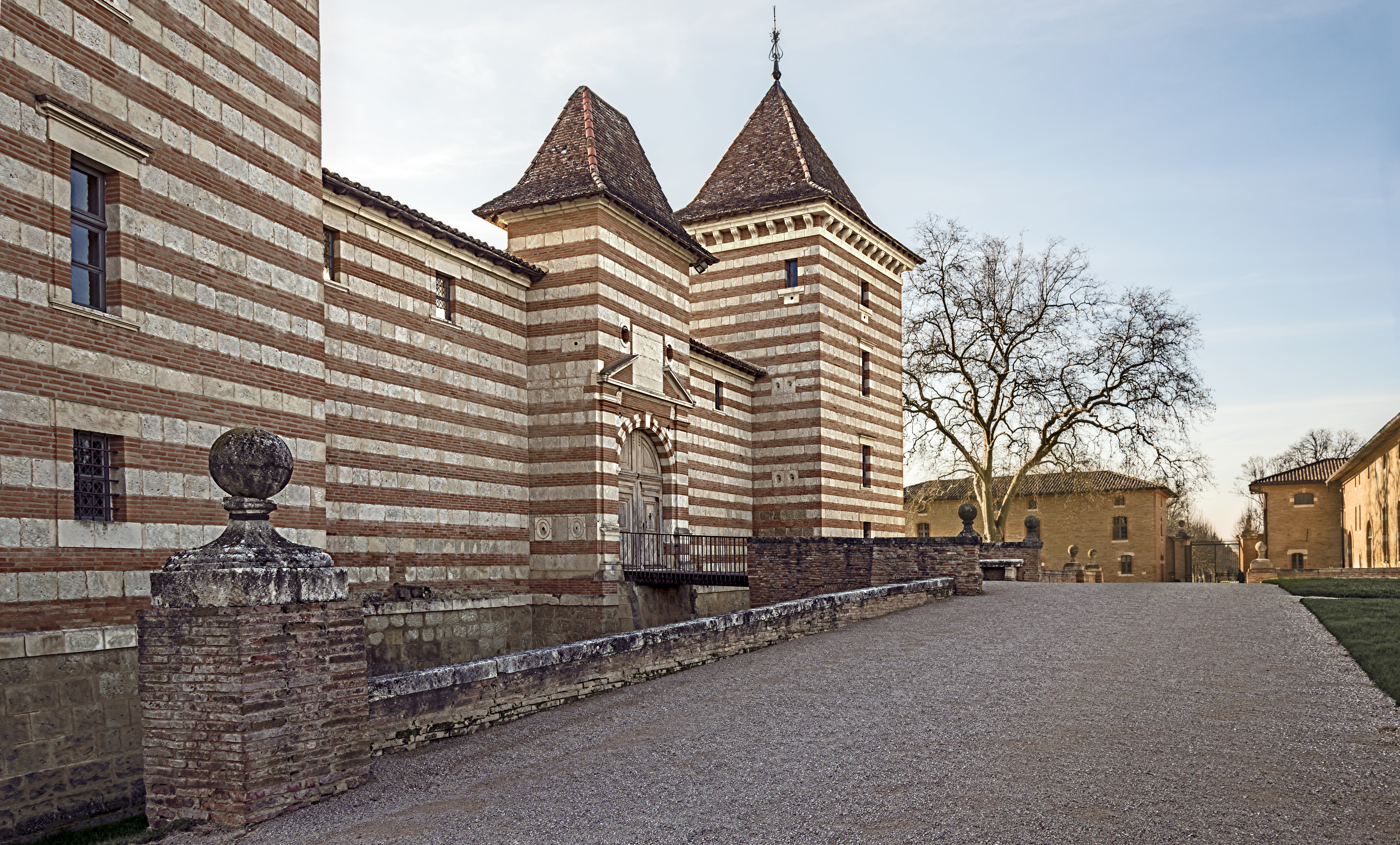
La façade nord-est et les communs.
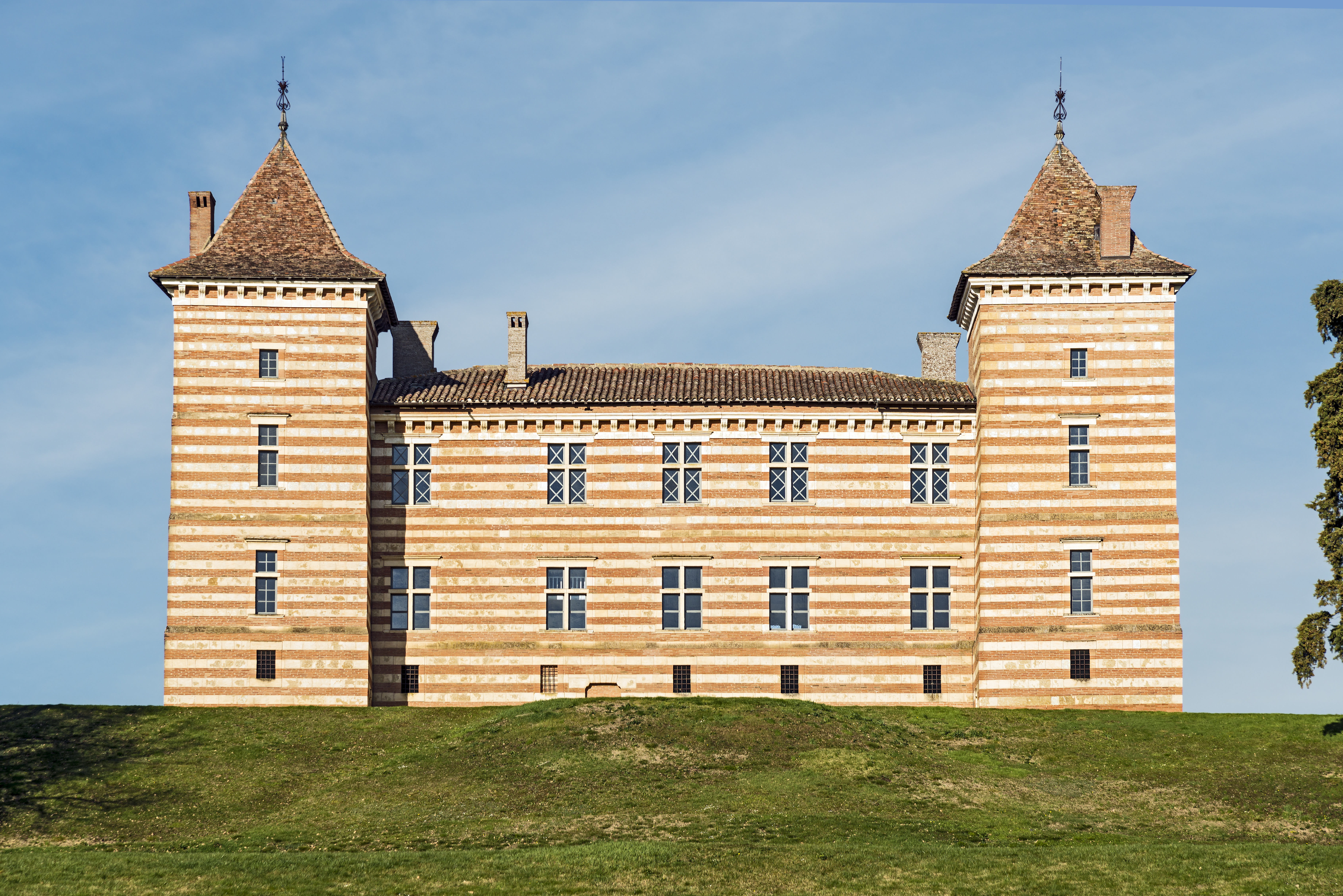
La façade sud-ouest.

## Architecture
Le château forme un grand quadrilatère protégé par quatre tours en forme de bastions. De larges fossés sans eau entourent l'édifice. L'alternance des matériaux de construction, briques et pierre blanches, rendent l'édifice très particulier. Les façades sont percées de fenêtres à meneaux et croisillons.
La cour intérieure possède une coursière portée par des arcs en anses de paniers qui reposent sur des consoles sculptées. La galerie couverte est formée d'arcades de briques et de pierres, comme le reste du château. Cette disposition est similaire à celle de l'hôtel d'Assézat de Toulouse, construit par Nicolas Bachelier et Dominique Bachelier pour Pierre d'Assézat, le beau-frère de Pierre de Cheverry.

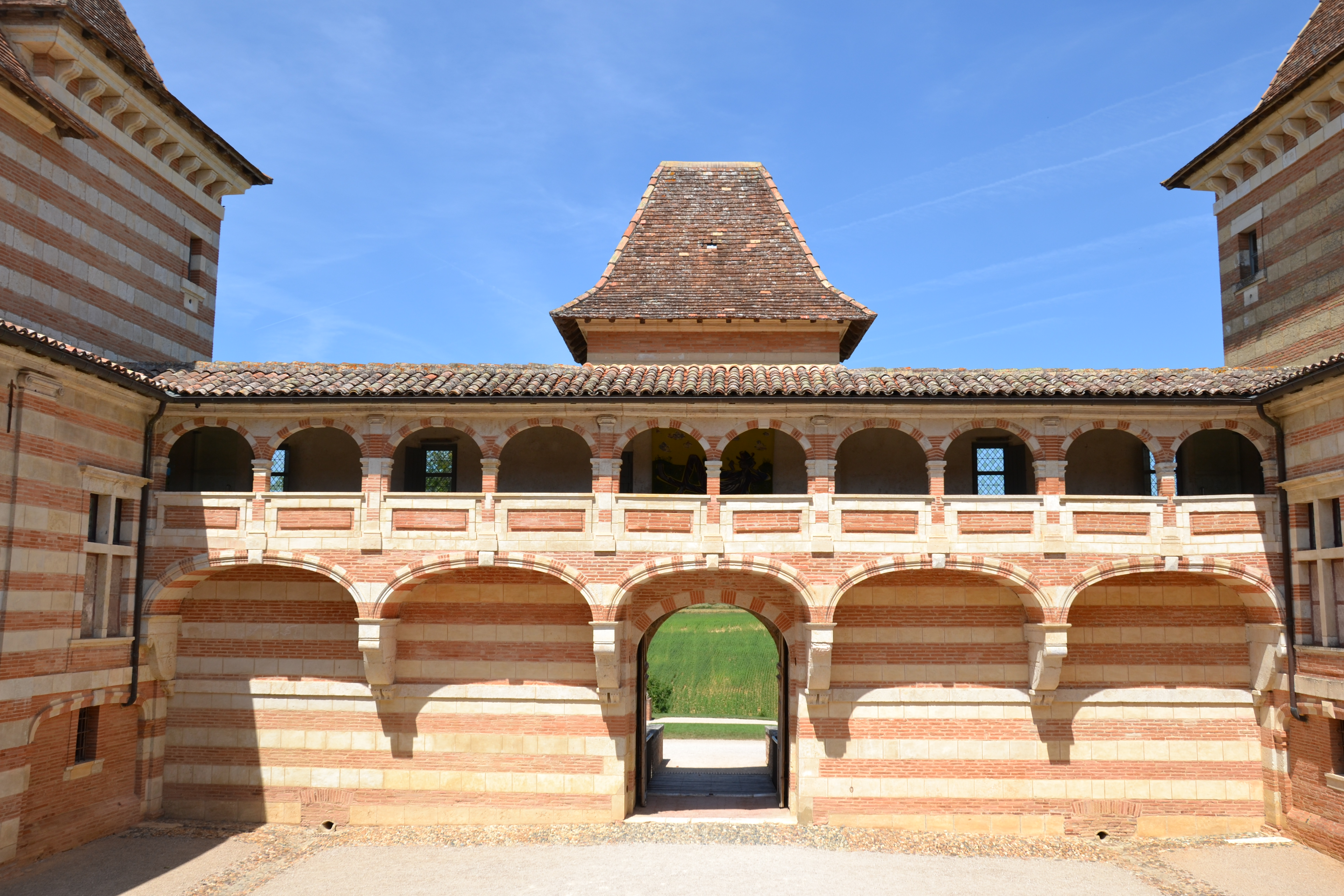
Coursière sur arcs en anse de panier.
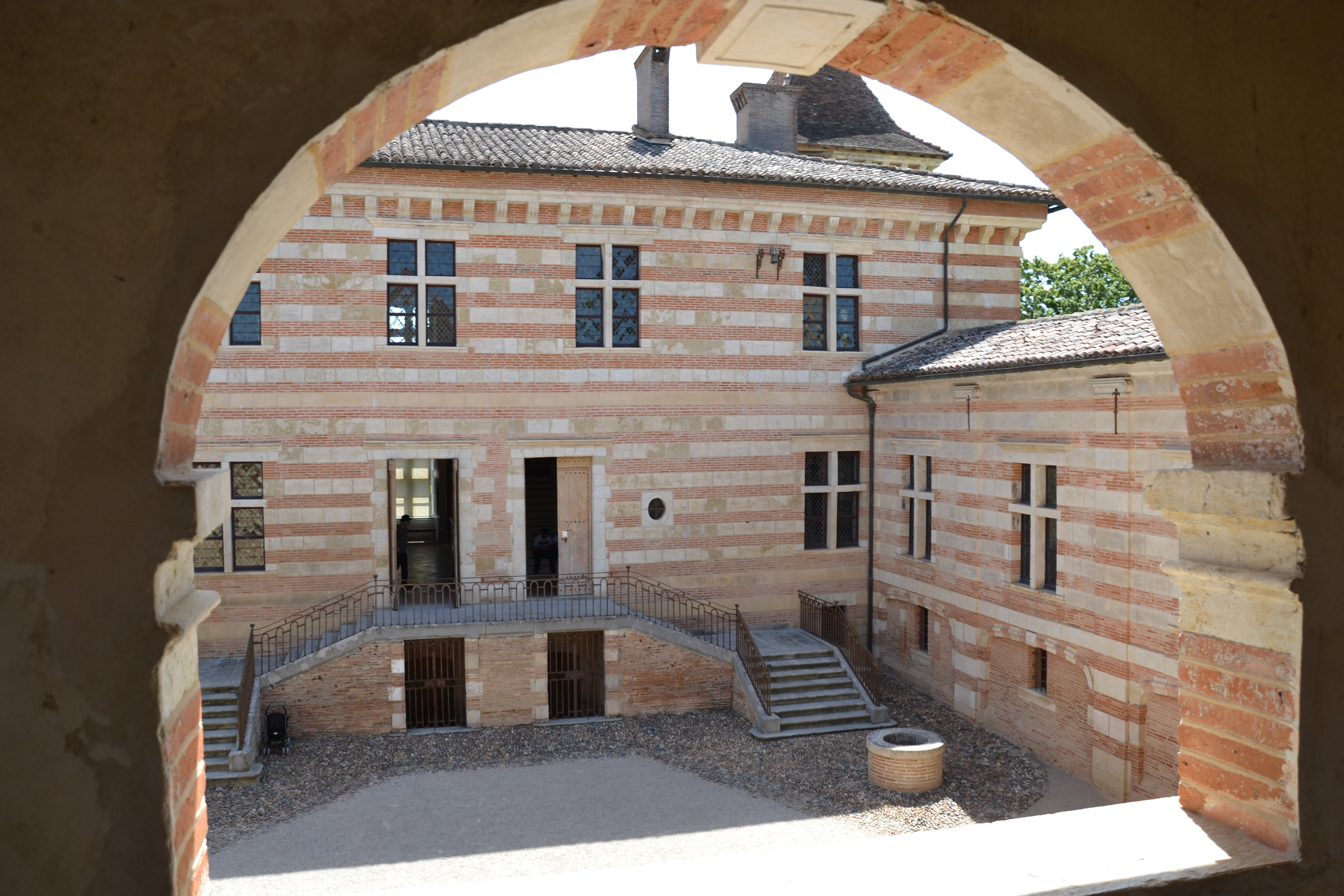
Cour intérieure vue de la coursière.
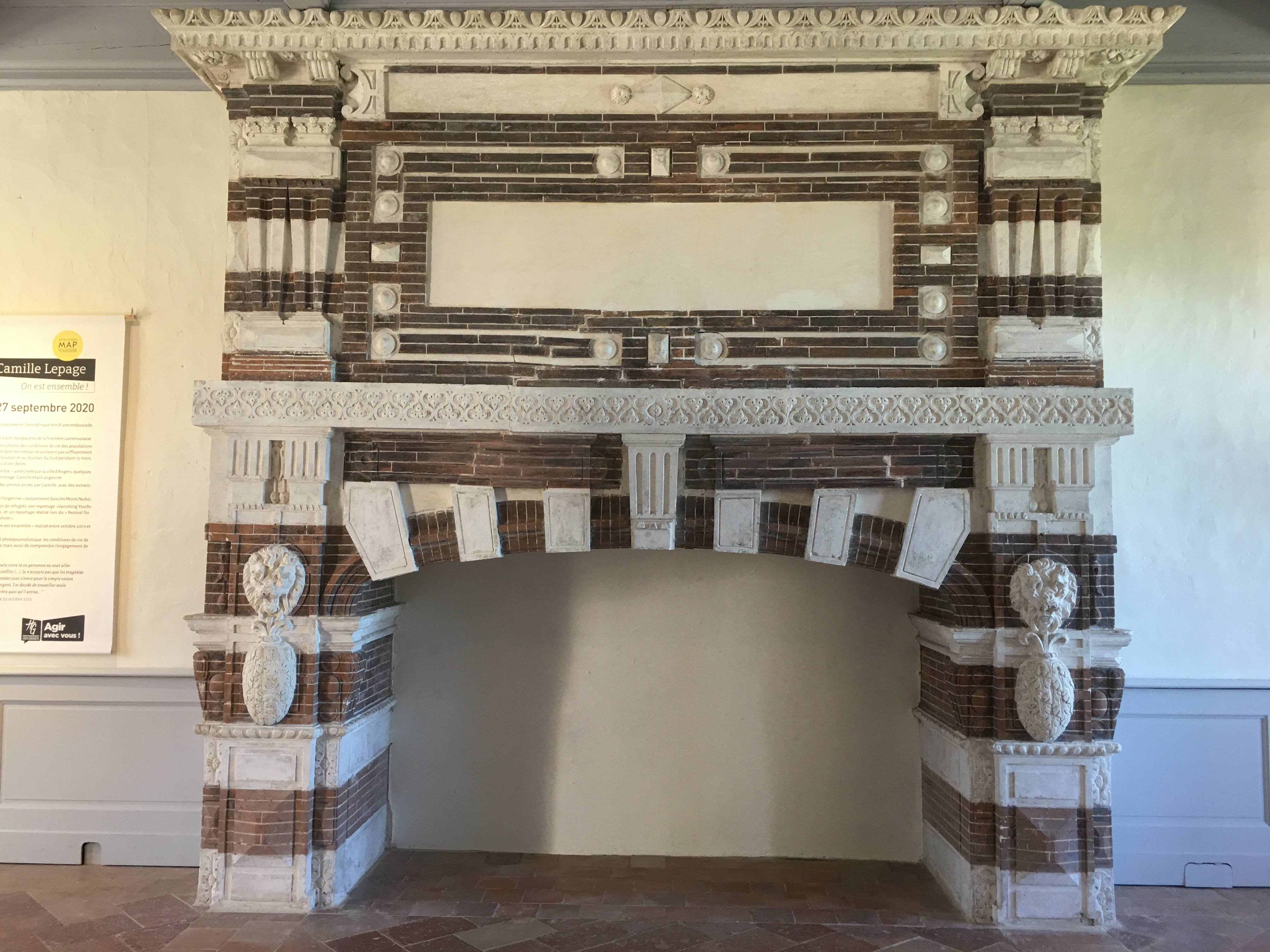
Cheminée.